# Dienstaufsicht
Die Dienstaufsicht ist entweder im staatlichen Organisationsrecht eine Weisungsbefugnis und die Befugnis einer hierarchisch übergeordneten Behörde, in der Sache durch Kontrolle die Art und Weise vorgenommener Geschäftsvorfälle zu überwachen oder in der Organisationslehre die wichtigste Funktion von Disziplinarvorgesetzten (bei der Bundeswehr jedes Vorgesetzten).

## Allgemeines
Die Dienstaufsicht kann deshalb sowohl eine institutionelle als auch eine personelle sein. Im Verwaltungsorganisationsrecht unterscheidet man zwischen Rechts-, Fach- und Dienstaufsicht. Diese drei Formen werden von ranghöheren Behörden gegenüber rangniedrigeren ausgeübt. Der Disziplinarvorgesetzte nimmt die Dienstaufsicht insbesondere mit seinem Disziplinarrecht wahr, das die persönlichen Angelegenheiten der Mitarbeiter betrifft.

## Staatliches Organisationsrecht
Im Unterschied zur Rechts- und Fachaufsicht stellt die Dienstaufsicht keine Staatsaufsicht dar. Die Überwachung der subordinierten Staatsbehörden ist keine Staatsaufsicht, sondern eine Dienstaufsicht in Form einer Behörden- oder Organaufsicht. Über- und Unterordnung liegt vor, wenn eine Behörde mit Weisungs- und Anordnungsbefugnissen ausgestattet ist (übergeordnete Behörde) und andere Behörden zu einem Handeln oder Unterlassen zwingen kann (untergeordnete Behörde). Dieses Über- und Unterordnungsverhältnis bildet die Grundlage für die Wahrnehmung der Dienstaufsicht. Die Über- und Unterordnung betrifft stets den gleichen Geschäftsbereich, dasselbe Ressort oder erfolgt über eine besondere Regelung.
Die Dienstaufsicht ist ihrem Wesen nach inhaltlich unbeschränkt. Sie beinhaltet das Recht zur Beeinflussung der gesamten Tätigkeit einer untergeordneten Behörde, soweit diese Beeinflussung nicht den fachlichen Bereich der Aufgabenerfüllung betrifft. Hierzu gehören insbesondere die innere Organisation einer Behörde (Aufbau- und Ablauforganisation durch Geschäftsverteilungsplan, Arbeitsablauf) und Personalwesen. 
Die Kommunalaufsicht erstreckt sich ausschließlich auf die Rechts- und Fachaufsicht. Gemeinden unterliegen mithin keiner Dienstaufsicht durch die Landesverwaltung. Die staatlichen Aufsichtsbehörden kontrollieren also nicht den Verwaltungsablauf und die Erfüllung der konkreten Dienstpflichten der Beschäftigten in einer Stadt- oder Kreisverwaltung. Diese Dienstaufsicht übernimmt bei Kommunen der Bürgermeister und bei Landkreisen/Landratsämtern der Landrat. 
Die staatliche Aufsicht bei den Rundfunkanstalten ist auf eine Rechtsaufsicht beschränkt. Damit ist die jeweils zuständige Landes- oder Bundesregierung lediglich befugt, Verstöße gegen das jeweilige Landesrundfunkgesetz zu rügen.

## Organisationslehre
Dienstaufsicht ist die Aufsicht des Dienstherrn über das persönliche Verhalten der ihm in einem Dienstverhältnis unterstellten Mitarbeiter und beschränkt sich im Wesentlichen auf das Gebiet des Disziplinarrechts. Im engeren Sinne begründet die Dienstaufsicht ein rein personenrechtliches Aufsichtsverhältnis, bei dem es nicht um die Korrektur einer Sachentscheidung, sondern um das persönliche Verhalten eines Dienstuntergebenen geht. Durch die Dienstaufsicht sorgt der Dienstvorgesetzte mit Überwachung, Belehrung und Dienstanweisung für ordnungsgemäße Erfüllung der Arbeitsaufgaben der Mitarbeiter. Diese Dienstaufsicht umfasst somit die Beobachtungs- und Berichtigungsfunktion und beschreibt die Kontroll- und Einflussmöglichkeiten eines Disziplinarvorgesetzten auf Beschäftigte, gewährleistet die ordnungsgemäße Ausstattung der nachgeordneten Organisationseinheiten mit Personal und Sachmitteln und umfasst die Befugnis, über dienstrechtliche Angelegenheiten der dort beschäftigten Mitarbeiter des öffentlichen Dienstes zu entscheiden.
Fast jeder Beamte hat außer dem Fachvorgesetzten noch einen Dienstvorgesetzten (Disziplinarvorgesetzten), der die Dienstaufsicht wahrnimmt. Der Dienstvorgesetzte ist beim Verdacht einer Dienstpflichtverletzung zunächst zugleich der Disziplinarvorgesetzte (z. B. § 27 DisziplinarO Baden-Württemberg). Es gibt von diesem Prinzip zweier Vorgesetzter nur zwei Ausnahmen. Professoren unterliegen der nach Art. 5 Abs. 3 GG garantierten Freiheit von Forschung und Lehre, Richter der in Art. 97 Abs. 1 GG geforderten richterlichen Unabhängigkeit. Deshalb besitzen beide keinen Fachvorgesetzten, sondern unterstehen lediglich einem Disziplinarvorgesetzten. Richter haben streng genommen keinen Dienstvorgesetzten im beamtenrechtlichen Sinn, sondern unterliegen nach § 26 DRiG der Dienstaufsicht des Gerichtspräsidenten, soweit ihre Unabhängigkeit hierdurch nicht beeinträchtigt wird. Dienstaufsicht und richterliche Unabhängigkeit sorgen für die Erfüllung des Justizgewährungsanspruchs. Nach § 26 Abs. 2 DRiG umfasst die Dienstaufsicht über Richter auch die Befugnis, die ordnungswidrige Art der Ausführung eines Amtsgeschäfts vorzuhalten und zu ordnungsgemäßer, unverzögerter Erledigung der Amtsgeschäfte zu ermahnen. Darin sind als Mittel der Dienstaufsicht der Vorhalt und die Ermahnung vorgesehen. Anders als Richter sind Staatsanwälte nach § 146 GVG weisungsgebunden. Sie unterliegen der Dienstaufsicht durch Vorgesetzte gemäß § 147 GVG.
Die Dienstaufsichtsbeschwerde ist eine besondere Form der in Art. 17 GG vorgesehenen Petition. Mit Hilfe einer Dienstaufsichtsbeschwerde kann das persönliche Verhalten bzw. die Art und Weise der Aufgabenwahrnehmung von Amtsträgern durch den Bürger im Falle von Dienstpflichtverletzungen gerügt werden; sie ersetzt jedoch nicht bestehende Rechtsmittel. Sie ist formlos an den Disziplinarvorgesetzten des Amtsträgers oder direkt an die zuständige Dienstaufsichtsbehörde zu richten.

## Bundeswehr
Die Dienstaufsicht in der Bundeswehr gehört zu den Pflichten des soldatischen Vorgesetzten (§ 10 Abs. 2 Alt. 2 SG). Wer Vorgesetzter ist, bestimmt sich nach der Vorgesetztenverordnung. Insbesondere ist die Pflicht nicht auf die Disziplinarvorgesetzten nach §§ 27 ff. Wehrdisziplinarordnung (WDO) beschränkt.
Funktionsfähigkeit und innerer Zustand der Streitkräfte hängen davon ab, wie Vorgesetzte ihre Dienstaufsicht wahrnehmen. Diese hat nicht nur eine Beobachtungs- und Überprüfungsfunktion, sondern auch eine Erziehungs- und Eingriffsfunktion. Sie soll die Untergebenen zur Erfüllung ihrer Dienstpflichten anhalten, Pflichtverletzungen verhindern und sie vor negativen Disziplinarmaßnahmen und anderen Nachteilen, z. B. drohenden Gefahren, bewahren. Der Umfang der Dienstaufsichtspflicht richtet sich nach der Dienststellung des Vorgesetzten. Die Dienstaufsichtspflicht des Vorgesetzten besteht jedoch gegenüber dem Dienstherrn, die Bundesrepublik Deutschland, sodass der Untergebene keinen subjektiven Anspruch auf deren Ausübung zu seinen Gunsten hat. Mangelnde Dienstaufsicht kann gegen die Fürsorgepflicht (§ 10 Abs. 3 SG) verstoßen. Sie kann sich bei der Bemessung einer Disziplinarmaßnahme mildernd auswirken. Zur Dienstaufsicht gehört es auch, dass Vorgesetzte aus ihren Beobachtungen und Überprüfungen die erforderlichen Entscheidungen und Maßnahmen treffen; das Wie und Wann bemisst sich nach pflichtgemäßem Ermessen im Einzelfall.
Bei einer Wehrbeschwerde nach der Wehrbeschwerdeordnung prüfen die zuständigen Vorgesetzten im Rahmen ihrer Dienstaufsicht den Sachverhalt und stellen Mängel auch dann ab, wenn die Beschwerde unzulässig (z. B. verfristet) ist oder zurückgenommen wurde. Ebenso stellen sie fest, ob der Beschwerdegrund auf mangelnde Dienstaufsicht zurückzuführen ist.
Die höheren Disziplinarvorgesetzten üben die Dienstaufsicht über ihre unterstellten Disziplinarvorgesetzten auch insofern aus, als sie die Ausübung der Disziplinarbefugnis überwachen und ggf. verhängte Disziplinarmaßnahmen aufheben (§ 46 WDO).

## International
Auch die Schweiz und Österreich kennen die Dienstaufsicht. In der Schweiz erlaubt die Dienstaufsicht die hierarchische Kontrolle von Verwaltungstätigkeiten mittels Dienstbefehlen in konkrete Einzelgeschäfte einzugreifen. Adressaten können sowohl ganze Organisationseinheiten als auch einzelne Verwaltungshandlungen sein. Nach Art. 21 Abs. 3 B-VG handelt es sich bei der Dienstaufsicht in Österreich um jene Aufsicht, die sich auf die Einhaltung dienstrechtlicher Verpflichtungen untergeordneter Organe bezieht.